# Richmond Barthé
James Richmond Barthé (Bay St. Louis, Misisipi, 28 de enero de 1901-Pasadena, California, 5 de marzo de 1989) fue un escultor estadounidense figura clave del Renacimiento de Harlem.

## Biografía

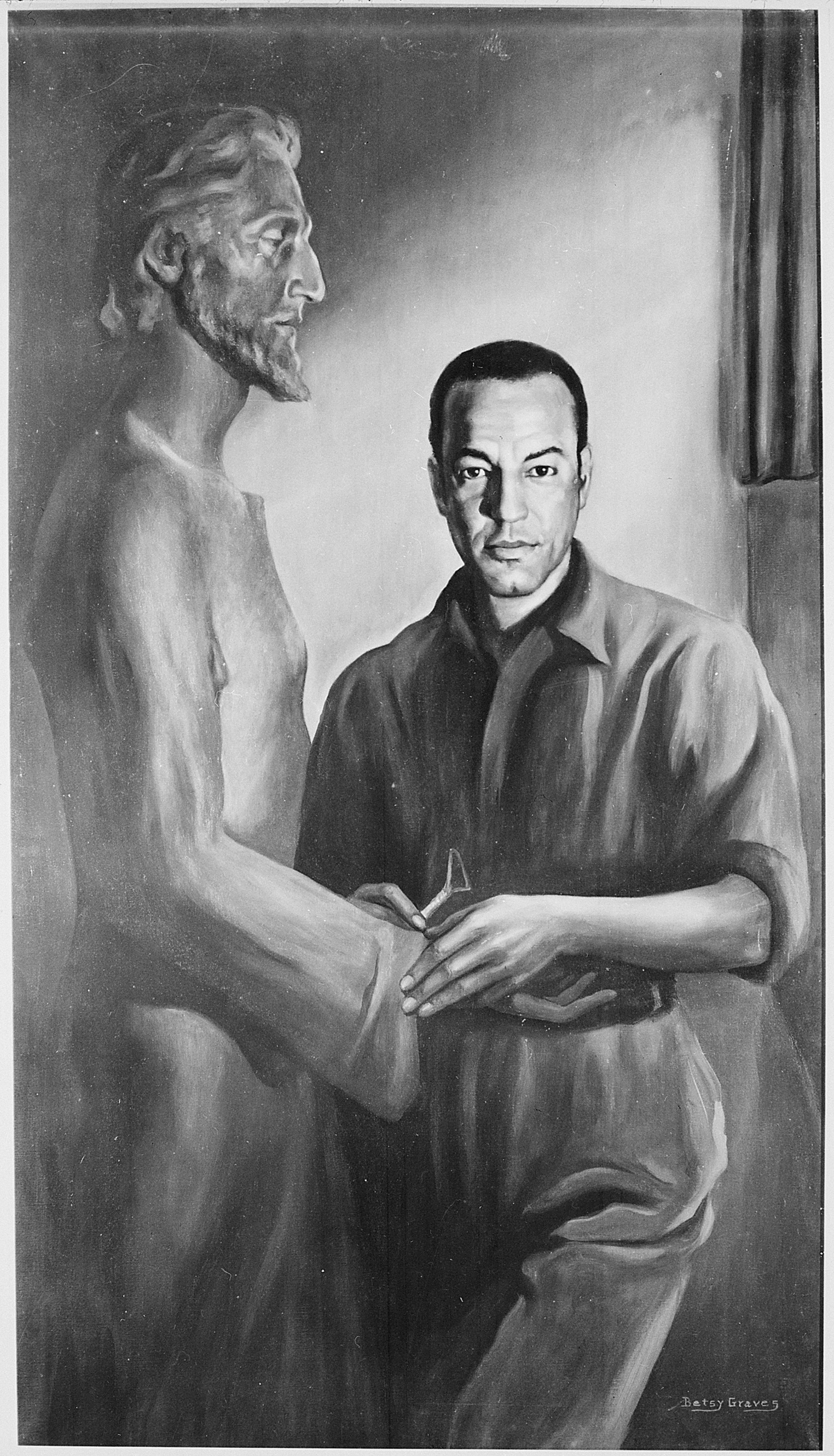
Barthé por Betsy Graves Reyneau

Hijo de Richmond Barthé, Sr. y de Marie Clementine (Robateau), perdió a su padre a los pocos meses y pasó su infancia con su madre en Nueva Orleans. 
Asistió a la St. Rose de Lima Parochial School y la Valena Jones High School, donde sus profesores destacaron sus aptitudes para el diseño y la pintura. Pero debido a las leyes segregativas no pudo seguir formándose.
Con 14 años, entró como empleado doméstico en casa de los Pond. Unos amigos de esta familia que vieron sus dotes artísticas buscaron matricularlo en vano en escuelas de arte de Luisiana y finalmente lo admitieron en el Instituto de Arte de Chicago (1924-1928), donde estudió dibujo y escultura.
Sus obras captaron la atención del mecenas de jóvenes artistas afroamericanos como Charles Maceo Thompson y expuso dos bustos en la exposición anual de la Chicago Art League en 1928. 
Al año siguiente, se instaló en Nueva York y abrió un taller en Harlem granjeándose poco a poco cierta notoriedad. En 1946, Barthé fue nombrado miembro de la National Sculpture Society. Con la crisis tras la Segunda Guerra Mundial, se instaló en Jamaica, más tarde en Europa y finalmente en California, donde arruinado el actor James Garner lo ayudó financieramente y le encontró un apartamento en Pasadena, donde falleció.
Era homosexual declarado y parte de su obra está muy marcada por el homoerotismo.